# Ian Fry
Ian Fry (* vor 1990) ist ein tuvaluisch-australischer Rechtswissenschaftler mit Schwerpunkt Umweltrecht. Er ist seit Jahrzehnten für Tuvalu national und international tätig und seit 2022 Sonderberichterstatter zu Menschenrechten in Zusammenhang mit dem Klimawandel.

## Karriere
Ian Fry ist ein international agierender Experte für Umweltrecht und Politik. Sein Hauptaugenmerk liegt auf der Eindämmung von Schäden und Verlusten im Zusammenhang mit dem Weltklimavertrag von 2015, dem Kyoto-Protokoll von 1997 und entsprechenden Instrumenten.
Er arbeitete über 21 Jahre für die tuvaluische Regierung, so war er von 2015 bis 2019 Botschafter seines Landes mit Zuständigkeit für Klimawandel und Umwelt.
Fry repräsentierte die tuvaluische Regierung auf zahlreichen internationalen Foren, darunter dem Weltgipfel für nachhaltige Entwicklung 2002, der Riokonferenz 1992, dem Rahmenübereinkommen der Vereinten Nationen über Klimaänderungen (UNFCCC), dem Kyoto-Protokoll und dem Übereinkommen über die biologische Vielfalt, ebenso bei der UN-Generalversammlung und den Konferenzen der Kleininselentwicklungsländer (SIDS).
Fry ist der pazifische Regionalvertreter bei den UN für den internationalen Rat für Umweltrecht, wissenschaftlicher Mitarbeiter am Centre for Climate Policy and Law der Australian National University Law School, er ist Mitglied der Australian Association for Pacific Studies, der International Studies Association und der International Association for Small Island Studies.
Außerdem ist er regelmäßiger Teilnehmer von Treffen der Friends of Human Rights and Climate Change, die am Rande der UNFCCC-Konferenzen stattfinden, und koordiniert die am wenigsten entwickelten Länder (LDC) in allen Fragen mit Bezug zum Handel mit CO2-Emissions-Rechten, er ist gegenwärtig im Präsidium des UNFCCC.
Fry ist Dozent an der Fenner School of Environment and Society der Australian National University in Canberra und hält Vorlesungen über internationale Umweltpolitik und Umweltrecht.
Seit Jahren leitet er Workshops zur Verhandlungsschulung auf den Cookinseln, in den Föderierten Staaten von Mikronesien, auf Fidschi, in Indonesien, auf den Marshallinseln, in Nepal, auf Samoa, in Senegal, auf den Salomonen, in Timor Leste, Tuvalu, Vietnam ebenso spezielle Vorbereitungskurse für LDCs im Vorfeld der großen Konferenzen.

## Positionen
Fry betont die „enorme Ungerechtigkeit“, für die die reichen Nationen und die großen Unternehmen verantwortlich seien, weil sie ihre Treibhausgase nicht reduzierten und dadurch die Ärmsten und am wenigsten Mächtigen im Stich ließen. Er verweist darauf, dass die G20-Staaten für 78 % der Emissionen in der letzten Dekade verantwortlich sind.

## Ehrenamtliche Tätigkeit
Am 1. April 2022 wurde Ian Fry zum ersten UN-Sonderberichterstatter zum Schutz der Menschenrechte im Kontext des Klimawandels beim UN-Menschenrechtsrat ernannt. Er hatte sich gegen 25 Mitkandidaten durchgesetzt.
In seinem Bewerbungsschreiben betonte Fry die Notwendigkeit, Menschen, die durch Extremwetterereignisse vertrieben wurden, zu unterstützen, wie er selbst als Augenzeuge des Zyklons Pam auf Tuvalu 2015 erlebt habe. Er zähle klimawandel-bedingte Vertreibungen zu den größten Menschenrechtsherausforderungen der internationalen Gemeinschaft.

## Privates
In seiner Freizeit spielt Fry Kanupolo.